# Remo Costa
Remo Costa (Imola, 24 gennaio 1914 – gennaio 2003) è stato un calciatore italiano, di ruolo centrocampista.

## Carriera

### Club

#### In Friuli
Dopo aver giocato tra il 1932 e il 1936 nell'Udinese collezionando 106 presenze, esordì in Serie A nella quinta giornata del campionato 1936-1937, precisamente l'11 ottobre 1936 in Bari-Triestina (4-0), dove vestì la maglia alabardata. Nel 1939 si salvò con la squadra dalla retrocessione grazie al quoziente reti. Concluse la sua esperienza a Trieste al termine della stagione 1941-1942, dopo un totale di 62 presenze in massima serie con dieci reti segnate, di cui due alla Juventus, il 28 maggio 1939 nel pareggio casalingo del club triestino per 1-1 ed il 1º ottobre 1939 con la stessa maglia nella vittoria casalinga della sua squadra per 1-0; in entrambe le occasioni il portiere battuto fu Amoretti.
Dopo la guerra fece ritorno all'Udinese, fino al ritiro definitivo nel 1947.
In occasione della sua scomparsa, allo stadio di Udine fu ricordato con un minuto di silenzio prima della partita con il Perugia del 12 gennaio 2003 (terminata con un pareggio per 0-0).

## Palmarès

### Club

#### Competizioni nazionali
- Prima Divisione: 1

Udinese: 1934-1935